# Diceros bicornis
El rinoceronte negro o de labio ganchudo (Diceros bicornis) es una especie de mamífero perisodáctilo de la familia de los rinocerótidos, nativa del este y sur de África, incluyendo países como Angola, Botsuana, Kenia, Malaui, Mozambique, Namibia, Sudáfrica, Esuatini, Tanzania, Zambia y Zimbabue. Aunque la especie se denomina "negro", sus colores varían del marrón al gris. Es el único miembro existente del género Diceros. El otro rinoceronte africano es el rinoceronte blanco (Ceratotherium simum).
El nombre "blanco" en el rinoceronte blanco se dice a menudo que es una mala interpretación del afrikáans "wyd" (holandés "wijd"), que significa ancho, en referencia a su labio superior cuadrado, a diferencia del labio puntiagudo o ganchudo del rinoceronte negro. Por esta razón, estos rinocerontes a veces se denominan rinoceronte de labio cuadrado (blanco) o rinoceronte de labio ganchudo (negro).
El rinoceronte negro está críticamente amenazado de extinción. Tres de sus subespecies han sido declaradas extintas, incluyendo el rinoceronte negro occidental (Diceros bicornis longipes) en 2011, según la Unión Internacional para la Conservación de la Naturaleza (UICN). Al menos dos subespecies, Diceros bicornis brucii y Diceros bicornis longipes, se han extinguido debido a la caza furtiva. En países como Mozambique, el rinoceronte negro ha desaparecido por completo. La UICN estima que quedan aproximadamente 3142 individuos maduros en la naturaleza. La especie está amenazada por múltiples factores, incluyendo la caza furtiva y la reducción de su hábitat.

## Descripción

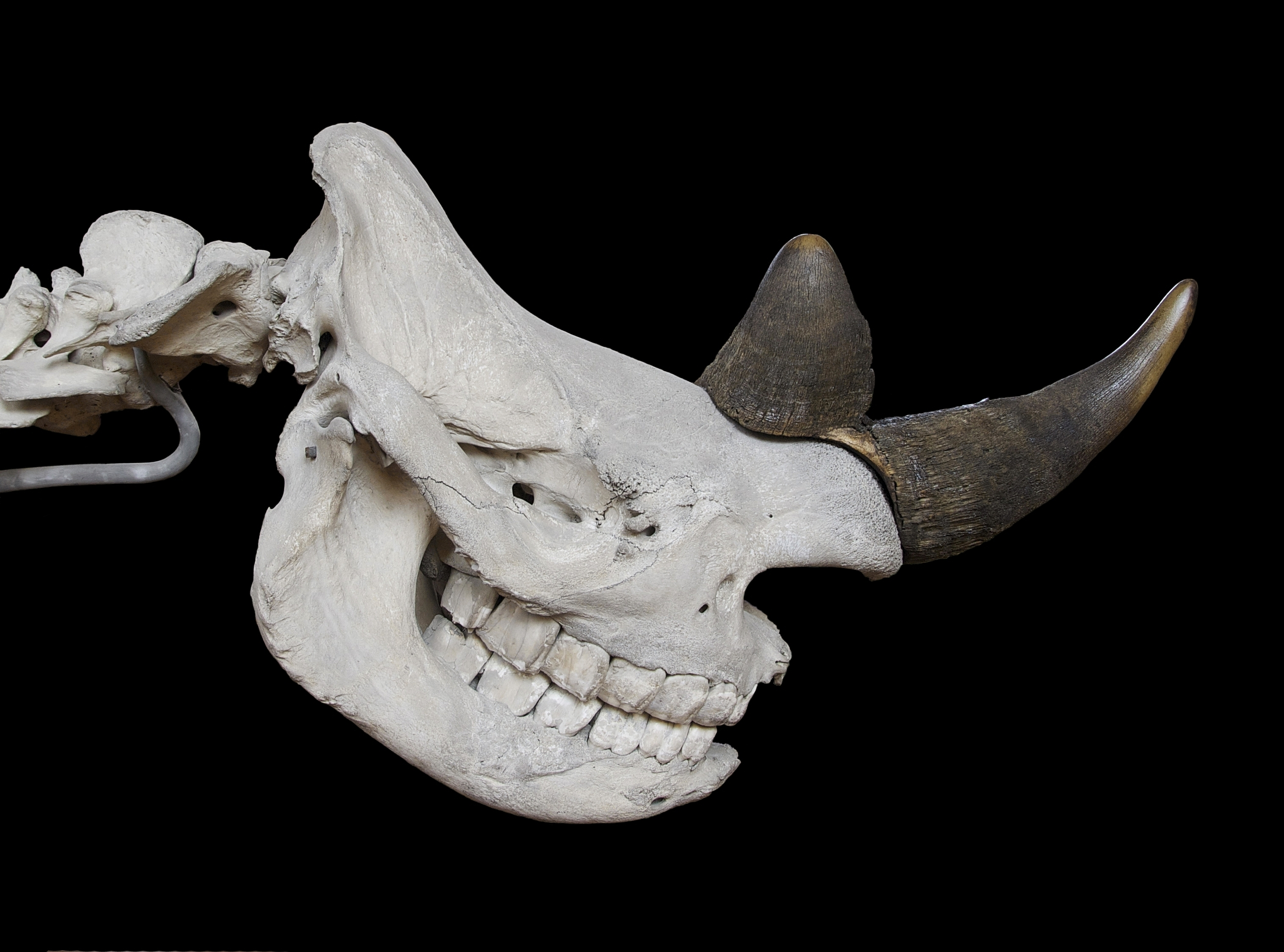
Cráneo de Diceros bicornis.

El rinoceronte negro o de labio ganchudo (Diceros bicornis) se diferencia del rinoceronte blanco en su color, su menor tamaño y el labio en forma de pico prensil. Aunque llega a los 1,6 m de altura y 1400 kg de peso, lo que lo convierte en el cuarto mamífero más grande de África por detrás del elefante africano, el rinoceronte blanco y el hipopótamo, presenta un color gris ligeramente más oscuro. Esta forma del labio se debe a su dieta, basada en hojas de arbustos y árboles bajos, mientras que el rinoceronte blanco se alimenta de hierba del suelo y tiene un labio recto y ancho. Gracias a esta diferencia en sus dietas, ambas especies pueden coexistir en el mismo ecosistema.
Un rinoceronte negro adulto mide entre 132 y 180 cm de altura hasta el hombro y entre 2,8 y 3,75 m de longitud. Los adultos pesan típicamente entre 800 y 1400 kg, aunque se han reportado ejemplares machos de hasta 2896 kg. Las hembras son más pequeñas que los machos. Los rinocerontes negros tienen dos cuernos en el cráneo hechos de queratina, siendo el cuerno frontal más prominente y normalmente de unos 50 cm de largo, aunque puede alcanzar hasta 135,9 cm. El cuerno más largo registrado de un rinoceronte negro midió casi 1,5 m de longitud. A veces, puede desarrollarse un tercer cuerno más pequeño. Estos cuernos se usan para defensa, intimidación, excavación de raíces y romper ramas durante la alimentación.
El rinoceronte negro también se distingue del rinoceronte blanco por su tamaño más pequeño, cráneo y orejas más pequeñas, y por la posición de la cabeza, que se mantiene más alta ya que el rinoceronte negro es un ramoneador, no un pastador. Su piel gruesa les protege de espinas y hierbas afiladas y alberga parásitos externos como ácaros y garrapatas, que pueden ser consumidos por pajarillos como los picabueyes y garcetas. Esta interacción fue inicialmente considerada como mutualismo, pero evidencias recientes sugieren que los picabueyes pueden ser parásitos que se alimentan de la sangre del rinoceronte.
Aunque se asume comúnmente que los rinocerontes negros tienen mala vista, estudios han demostrado que su visión es comparativamente buena, similar a la de un conejo. Sus orejas tienen un rango de rotación relativamente amplio para detectar sonidos, y su excelente sentido del olfato les alerta sobre la presencia de depredadores.

## Amenazas

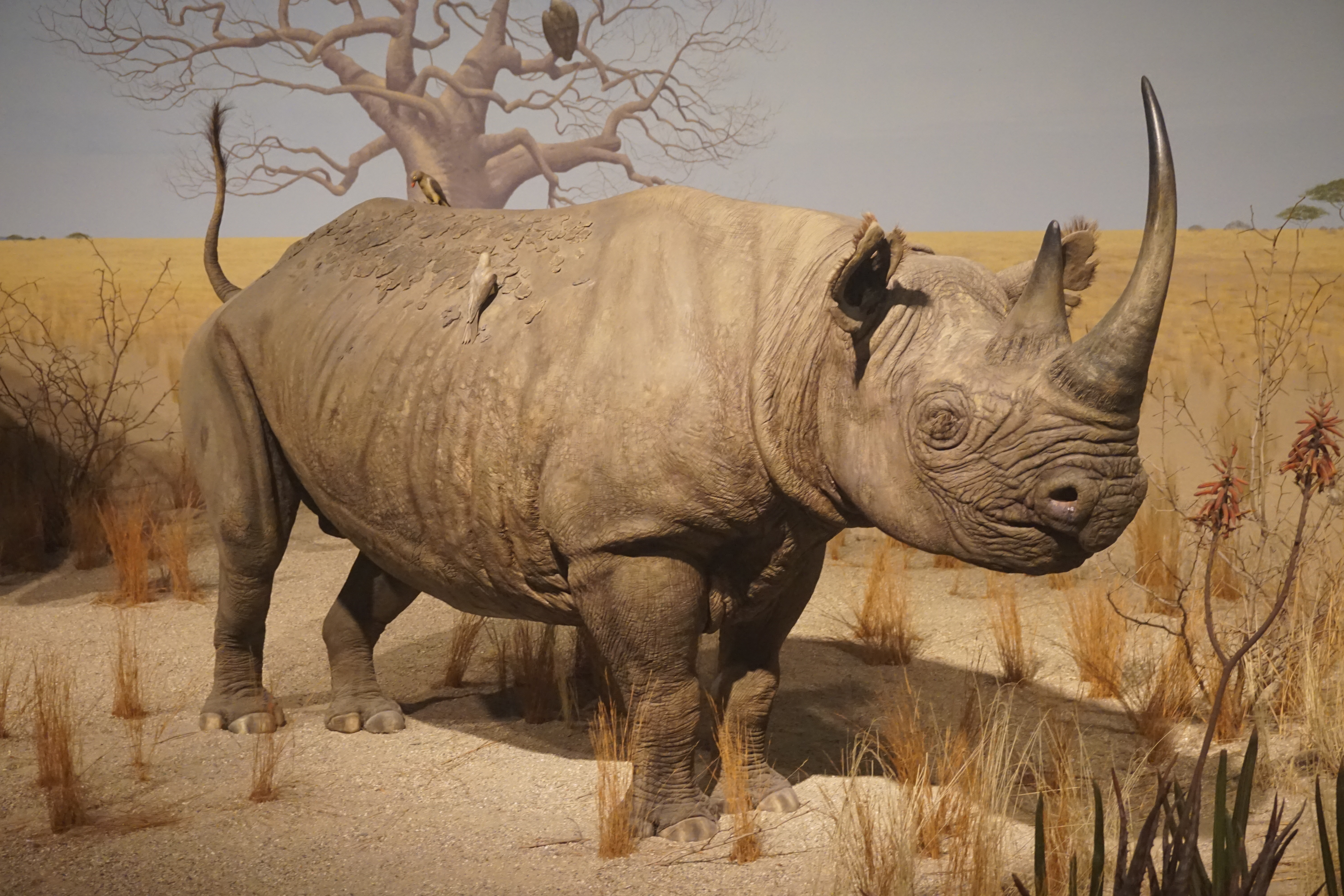
Un rinoceronte negro en el diorama de la sabana en África Oriental del Museo Público de Milwaukee.

## Taxonomía

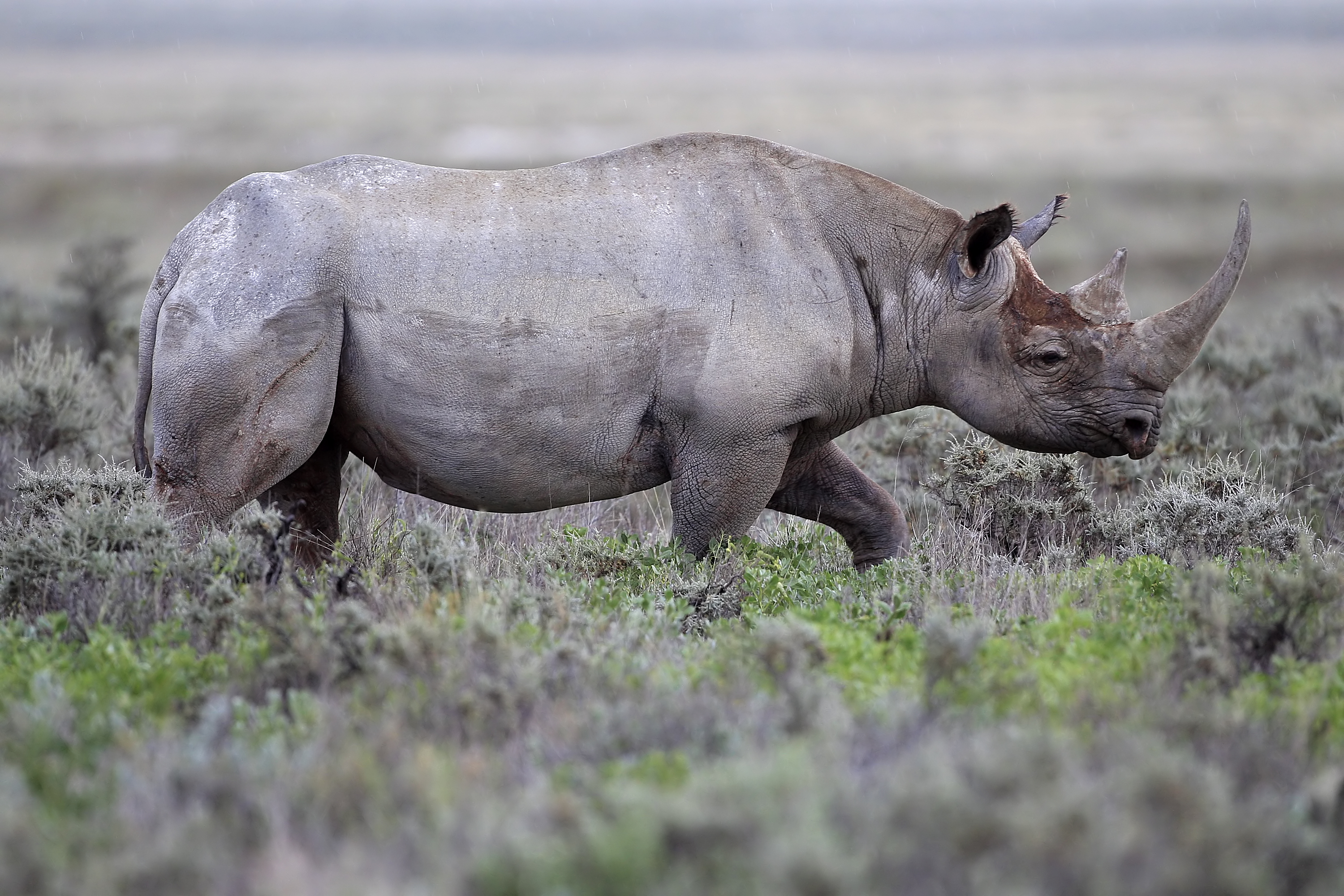
Rinoceronte negro en Gemsbokvlakte.